# Ussel (rivière)
Pour les articles homonymes, voir Ussel.
Ne doit pas être confondu avec IJssel ou Yssel.
L'Ussel est un cours d'eau en Allemagne, affluent du Danube, qui coule dans les districts de Souabe, de Haute-Bavière et de Bavière. D'une longueur de 34,3 kilomètres, il longe le sud de Jura franconien et coule au sud de Rennertshofen jusqu'au château Stepperg (de) où il débouche sur le Danube. 

## Caractéristiques
Le numéro de classification allemande des cours d'eau (Gewässerkennzahl (de)) de la rivière Ussel est DE : 1332.
La source de l'Ussel, qui est un cours d'eau de second ordre, se trouve sur la commune de Monheim au bord de la route nationale 2214, à la lisière ouest de la forêt de Sändle à environ 2,5 kilomètres au nord-ouest du centre-ville de Monheim, dans le district de Donau-Ries, dans la Souabe bavaroise. De là, il s’écoule d’abord en direction de l'ouest, puis en arc de cercle autour du district de Flotzheim, puis de plus en plus profondément, au bas des pentes boisées de la vallée, de façon assez uniforme vers le sud-est. La rivière traverse Itzing, Hochfeld, Daiting, Gansheim, Trugenhofen, Rennertshofen et Stepperger. Elle débouche sur le Danube peu de temps après le château Stepperg situé sous le mausolée Antoniberg.

## Affluents
Principaux affluents de l'Ussel : 
- Monheimer Bach, affluent gauche avant Itzing ;
- Bonetbach, affluent droit à Itzing  ;
- Kölburger Bach, affluent gauche en face de Kölburgmühle ;
- Mahdgraben, affluent gauche à Daiting-Hochfeld ;
- Kugelbach, affluent droit à Hochfeld ;
- Leimgraben, affluent droit à Daiting ;
- Hintergartgraben, affluent gauche à Daiting ;
- Bruckbach, affluent droit à Gansheim ;
- Gießgraben, en face de Rennertshofen ;
- Sprösselbach, affluent gauche à Rennertshofen ;
- Nördlicher Donau-Altarm, affluent droit à moins de 200 mètres de l’embouchure.

## Localités traversées par l'Ussel
- Monheim
- Itzing
- Kölburgmühle
- Kölburg
- Hochfeld
- Daiting
- Nachermühle
- Boschermühle
- Gansheim
- Störzelmühle
- Trugenhofen
- Gallenmühle
- Rennertshofen
- Hatzenhofen
- Sprößlmühle
- Hundertthalermühle
- Stepperg
- Château Stepperg